# Roland De Wolfe
Roland „The Edge“ De Wolfe (auch de Wolfe; * 30. November 1979 in London) ist ein ehemaliger professioneller britischer Pokerspieler aus England. Er gewann ein Bracelet bei der World Series of Poker, das Main Event der World Poker Tour sowie das Main Event der European Poker Tour und ist damit einer von neun Pokerspielern, die die sogenannte Triple Crown vollendet haben.

## Werdegang
De Wolfe stammt aus einer Spielerfamilie und spielte bereits früh Billard und Poker um Geldeinsätze. Sein Weg als Autor für das Poker-Magazin Inside Edge und die Liebe zum Spielen ließen ihn in die Welt der Pokerturniere einsteigen. De Wolfe besuchte die Birmingham University und wurde mit 26 Jahren Profi-Pokerspieler.
Seine ersten Turniererfolge erzielte er im September 2004 während des Gutshot Poker Festivals in London sowie im Juli 2005, als er bei einem in der Variante No Limit Hold’em ausgespielten Turnier der World Series of Poker (WSOP) im Rio All-Suite Hotel and Casino am Las Vegas Strip in die Preisränge kam. Im Sommer 2005 gewann er das Main Event der World Poker Tour. In Paris bezwang er Juha Helppi im Heads-Up und gewann den Grand Prix de Paris mitsamt einer Siegprämie von rund 480.000 Euro. Ein Jahr später spielte De Wolfe im Hotel Bellagio am Las Vegas Strip das WPT-Main-Event. Er erreichte beim sogenannten Five Star World Poker Classic den dritten Platz und gewann mehr als eine Million US-Dollar Preisgeld. Im Oktober 2006 gewann er in Dublin das Main Event der European Poker Tour (EPT) und sicherte sich den Hauptpreis von über 550.000 Euro. Damit wurde De Wolfe zum ersten Pokerspieler, der ein Main Event der WPT und EPT gewann. Bei den European Poker Awards 2006 wurde er als European Player of the Year ausgezeichnet. Bei der WSOP 2009 setzte sich De Wolfe bei einem Event in Pot Limit Omaha Hi-Lo durch und erhielt ein Bracelet sowie knapp 250.000 US-Dollar Siegprämie. Mit diesem Sieg avancierte er nach Gavin Griffin zum zweiten Spieler, der sich Turniertitel bei allen drei großen Turnierserien WSOP, WPT und EPT sicherte. Diese Leistung wird als Triple Crown bezeichnet und wurde mittlerweile von neun Pokerspielern erreicht. Ende September 2010 belegte De Wolfe beim Main Event der World Series of Poker Europe in London den mit umgerechnet rund 430.000 US-Dollar dotierten vierten Platz. Seine bis dato letzte Live-Geldplatzierung war ein achter Platz im Dezember 2010 beim Main Event der Asia Pacific Poker Tour in Sydney.
Insgesamt hat sich De Wolfe mit Poker bei Live-Turnieren mehr als 5 Millionen US-Dollar erspielt. Er war einer der Pros des Onlinepokerraums Full Tilt Poker. De Wolfe war am Tisch für seine extrem aggressive und loose Spielweise bekannt.